# Lakeshore (Luizjana)
Lakeshore – jednostka osadnicza w Stanach Zjednoczonych, w stanie Luizjana, w parafii Ouachita.